# 4900 Maymelou
A 4900 Maymelou (ideiglenes jelöléssel 1988 ME) a Naprendszer kisbolygóövében található aszteroida. Eleanor F. Helin fedezte fel 1988. június 16-án.